# 16069 Marshafolger
A 16069 Marshafolger (ideiglenes jelöléssel 1999 RS95) a Naprendszer kisbolygóövében található aszteroida. A LINEAR projekt keretében fedezték fel 1999. szeptember 7-én.